# Pintura (material)

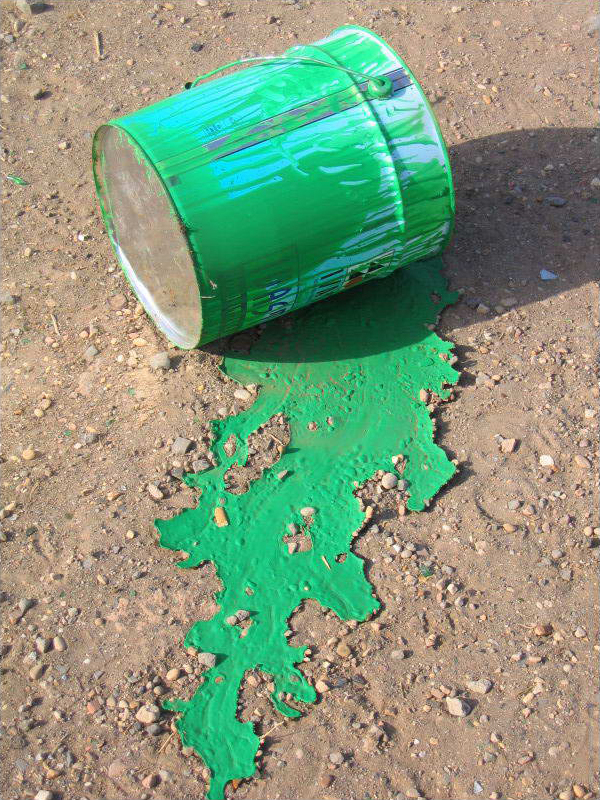
Pot de pintura verda

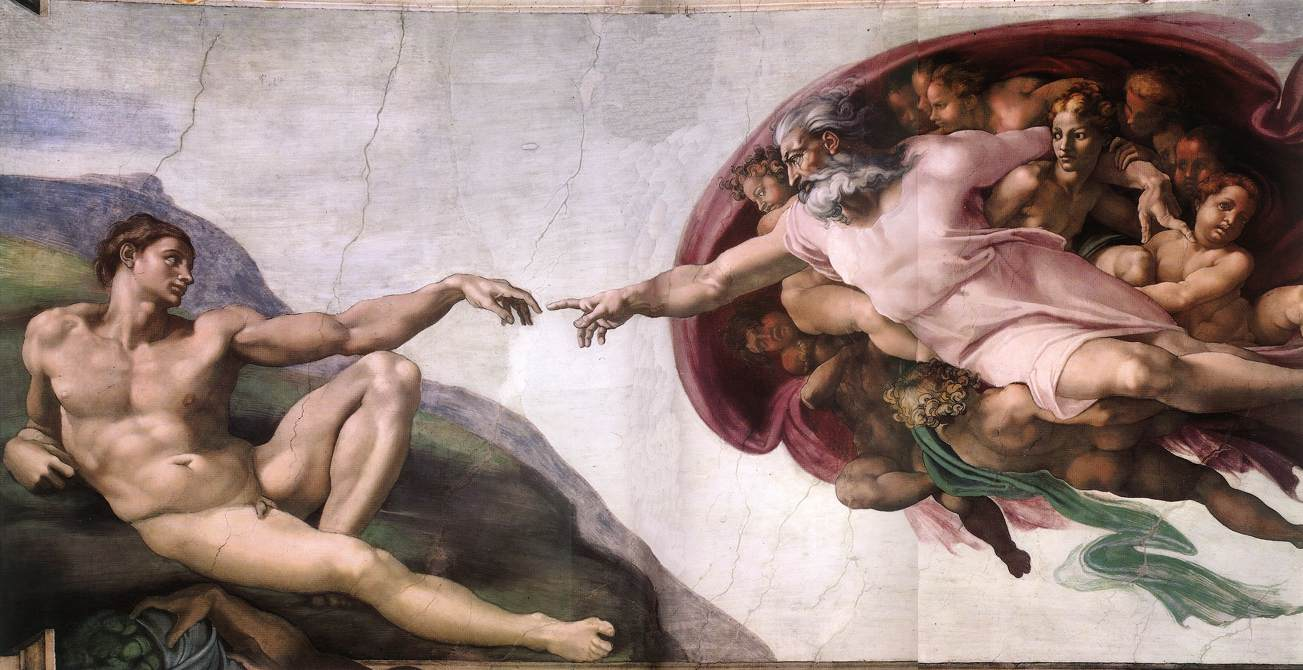
La creació d'Adam, per Miquel Àngel.

La pintura és un producte líquid o pastós que, en ser aplicat sobre una superfície en capes primes, es transforma, al cap d'un temps, en una pel·lícula sòlida que recobreix la superfície, amb la finalitat de protegir-la o decorar-la.
Algunes pintures reben noms específics com ara els vernissos, esmalts, laques, etc.

## Història
La pintura es va començar a utilitzar fa 40.000 anys per l'homo sàpiens. Les primeres pintures estaven fetes de pigments naturals com l'ocre, el carbó vegetal, greix o manganès. La primera pintura s'utilitzava per a una finalitat ritualista.
Els antics murs acolorits de Dandara, Egipte, que van estar exposats durant anys a la intempèrie, es van pintar amb una barreja d'una substància gomosa amb els colors i els aplicaven per separat els uns dels altres, sense barrejar-los i encara conserven el seu color brillant de quan van ser pintats fa uns 2.000 anys.
Les pintures a l'oli més antigues que es coneixen són murals budistes creats cap a l'any 650 dC. Les obres es troben en sales tipus cova tallades als penya-segats de la Vall de Bamian, Afganistan, "utilitzant olis de nou i de llavors de rosella".
Al segle XIII, l'oli es va utilitzar per fer les pintures al tremp. Al segle XIV, Cennino Cennini va descriure una tècnica pictòrica en què s'utilitzava pintura al tremp coberta per lleugeres capes d'oli. Les propietats d'assecat lent dels olis orgànics eren conegudes pels primers pintors europeus. No obstant això, la dificultat per adquirir i treballar els materials feia que s'utilitzessin poc. La pintura es feia amb el rovell d'ous i, per tant, la substància s'enduria i s'adheria a la superfície sobre la qual s'aplicava. El pigment es feia amb plantes, sorra i diferents terres. La majoria de les pintures utilitzaven oli o aigua com a base.
A mitjans de segle XVIII, amb l'inici de la Revolució Industrial, la pintura es molia en molins de vapor i s'havia trobat una alternativa als pigments a base de plom en un derivat blanc de l'òxid de zinc. La pintura interior de les cases es va convertir en la norma a mesura que avançava el segle XIX, tant per raons decoratives com perquè la pintura era eficaç per evitar que les parets es desgastessin per la humitat. L'oli de llinosa també s'utilitzava cada cop més com a aglutinant econòmic.
No va ser fins que l'estímul de la Segona Guerra Mundial va crear una escassetat d'oli de llinosa al mercat de subministraments que es van inventar les resines artificials. Barates i fàcils de fabricar, també mantenien bé el color i duraven molt de temps.

## Tècniques pictòriques

### Aquarel·la
L'aquarel·la és una tècnica de pintura sobre paper o cartolina amb colors diluïts en aigua i aplicats amb un pinzell. Els colors utilitzats són més o menys transparents segons la quantitat d'aigua amb la que es barreja i del seu contingut de blanc de plom. Sovint deixen veure el fons del paper, que sol ser blanc i que té el rol de ser un color més de la composició.

### Encàustica
És una tècnica de pintura que es caracteritza per l'ús de la cera com a aglutinant dels pigments. L'acabat és un polit que es fa amb draps de lli sobre una capa de cera calenta, prèviament estesa.

### Pastel
La tècnica de pintura al pastel consisteix en la utilització d'unes barres de colors similars als guixos escolars, però que se'n diferencien perquè els pastel són pigments en pols, barrejats amb prou goma o resina per aglutinar-los.

### Pintura al fresc
Tècnica de pintura mural. Els pigments s’apliquen barrejats amb aigua sobre un morter fresc i humit de calç i sorra. En assecar-se l'hidròxid de calci de la calç apagada, es produeix la carbonatació que aglutina els pigments.

### Pintura a l'oli
Tècnica pictòrica on l’aglutinant dels pigments és oli assecant, com ara el de llinosa (extret de la llavor del lli), el de nous o de cascall. L’oli de llinosa és el més emprat i el que s’asseca més ràpid quan s’escalfa al sol, o s’afegeix un assecant (sals metàl·liques). Quan l’oli es dilueix amb molt dissolvent es parla de tècnica magra.

### Pintura al tremp
Tècnica pictòrica que usa l’aigua per dissoldre l’aglutinant i per diluir el color. Les principals matèries aglutinants són les coles animals, les coles vegetals, les gomes, la caseïna, l’ou i la cera.

## Tipus de pintura en la construcció

### Esmalt
L'esmalt és una pasta vítria molta a la mida de polsim que s'aplica sobre un metall i es deixa fondre dins un forn. Durant la cocció, l'arena fina (l'esmalt) es fon i s'adapta a la superfície i forma del metall amb el qual s'uneix íntimament. Quan es refreda, el metall queda cobert per una pasta vitrificada brillant si després es poleix.

### Pintura intumescent
La pintura intumescent és un tipus especial de pintura que es fa servir per protegir les estructures metàl·liques contra el foc. Aquesta està dissenyada per expandir-se i formar una capa d'escuma carbonitzada quan s'exposa a la calor intensa.

### Pintura ignífuga
La pintura ignífuga és un tipus de pintura elaborada principalment a base de silicones, o bé de clorur de polivinil el qual permet que en cas d'incendi el foc no es propagui per la superfície a la qual es troba aplicada la pintura.

### Pintura tèrmica
La pintura tèrmica és una pintura en la composició de la qual trobem microesferes de ceràmica que actuen creant una càmera d'aire. Aquesta càmera trenca els ponts tèrmics que es puguin produir, evitant així la conducció de temperatura.

## Components
Totes les pintures inclouen una sèrie de productes: 
- pigments: Són materials en forma de pols que en afegir-se en el producte, li aporten color i opacitat
- aglutinants: Són els líquids o sòlids encarregats de retenir els pigments una vegada s'ha format la pel·lícula
- dissolvents: Són substàncies encarregades de la dissolució dels aglutinants en cas que aquests siguin sòlids; i fluïdificar-los en cas d'un aglutinant líquid.
- plastificants.
- càrregues.

També existeixen pintures que no requereixen un aglutinant, com per exemple: els pastels, carbó, grafits, etc. Per extensió es denominen així també les obres realitzades amb aquests materials.

## Propietats
Aquests recobriments tenen les següents propietats en graus variables, depenent de la composició del recobriment: 
- bon flux i anivellació
- proporció d'aspersió i grossor de pel·lícula satisfactoris
- assecat ràpid
- alta impermeabilitat
- bona adhesió
- flexibilitat i duresa
- resistència a l'abrasió i durabilitat.

## Suports
Existeixen multitud de tècniques vàlides per a la realització de pintures, així com de suports i motivacions. Les tècniques es poden diferenciar en olioses i aquoses. Els suports en fixos o immobles (parets o murals) i mòbils (pintura de cavallet).